# Adrastus limbatus
Adrastus limbatus är en skalbaggsart som först beskrevs av Fabricius 1777.  Adrastus limbatus ingår i släktet Adrastus, och familjen knäppare. Arten har ej påträffats i Sverige.

## Bildgalleri

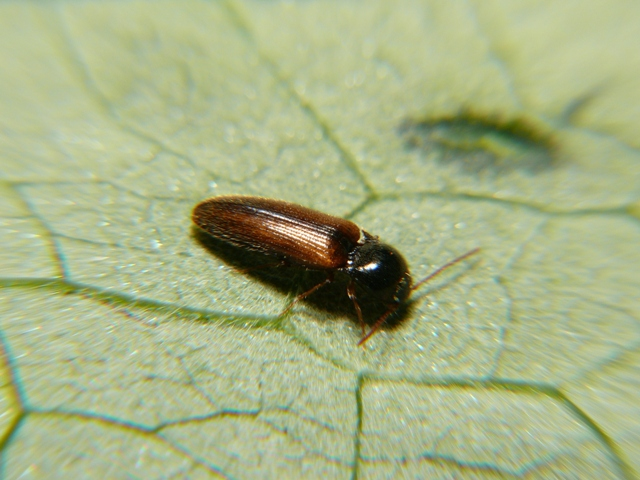